# Educating Rita

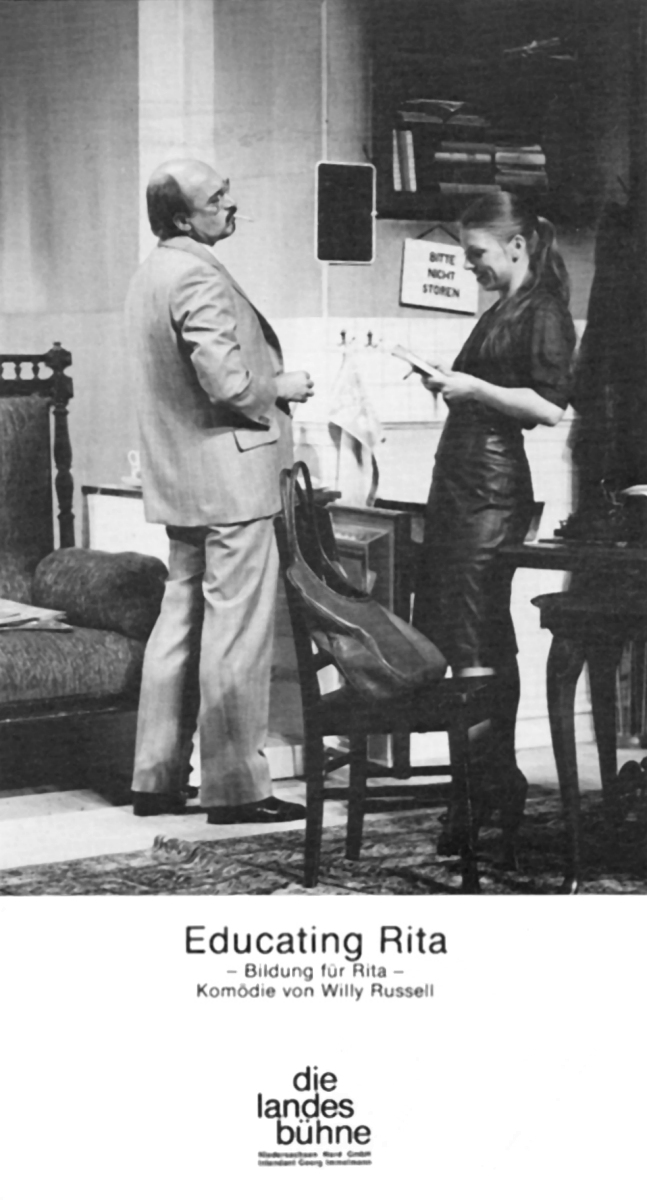
Educating Rita, Programmheft der Landesbühne Niedersachsen Nord, 1981

Educating Rita von Willy Russell ist eine englischsprachige Komödie in zwei Akten, die im Liverpool der 1970er Jahre angesiedelt ist. Das Stück wurde am 10. Juni 1980 mit Genehmigung der Royal Shakespeare Company im Donmar Warehouse in London uraufgeführt und ist an das Stück Pygmalion von George Bernard Shaw angelehnt.

## Handlung

### Erster Akt
Susan White, eine verheiratete Friseurin im Alter von 26 Jahren, entschließt sich, trotz ihrer unvollständigen Schulausbildung, einen Examensabschluss anzustreben. Dazu belegt sie Kurse an der Open University, wo sie auf den desillusionierten und ständig trinkenden Literaturlehrer Frank Bryant trifft. Durch ihre offene und selbstbewusste Art gewinnt Susan, die sich in Gegenwart von Frank Rita nennt, schnell seine Sympathie und es entwickelt sich eine Beziehung auf persönlicher Ebene.
In Gesprächen mit Frank kritisiert Rita die Monotonie und Sinnleere im Leben der Menschen aus der Arbeiterklasse, der sie selbst angehört. Den Kinderwunsch ihres Mannes teilt sie nicht. Stattdessen will sie durch Bildung ihren Horizont erweitern und schließlich zu sich selbst finden.
Im Laufe ihrer Ausbildung fängt Rita an, sich für Theaterstücke und Poesie zu begeistern, und distanziert sich immer weiter von ihren Freunden und Verwandten. Ihr Mann verlässt sie schließlich, da sie sich weigert, seinem Kinderwunsch nachzugeben, und sie die Kurse an der Open University weiterhin besuchen möchte. Rita bezeichnet sich selbst als Außenseiter oder „Mischling“, weil sie sich in ihrer alten Umgebung zwar nicht mehr wohl fühlt, aber aufgrund ihres mangelnden Allgemeinwissens und ihres Arbeiter-„Slangs“ auch nicht zu der „gehobenen Schicht“ gehört.

### Zweiter Akt
Mit wachsender Bildung gewinnt Rita immer mehr Selbstbewusstsein. Sie freundet sich mit Studenten an und beteiligt sich an deren Diskussionen über Literatur. Frank hat das Gefühl, von der intellektuell nun ebenbürtigen Rita vernachlässigt zu werden. Er denkt, Rita habe im Laufe der Ausbildung ihre ehrliche und direkte Art aufgegeben. Er sieht sie nun auf einer Stufe mit den von ihm verhassten Studenten, die Literatur analytisch und emotionslos untersuchen.
Nachdem er von seiner Freundin verlassen wird, verstärkt sich Franks Alkoholproblem. Nach einem Streit über Franks selbst geschriebene Werke kommt es zum Bruch zwischen Frank und Rita. Nach dem Streit hat Frank ein schlechtes Gewissen, betrunken ruft er Rita bei der Arbeit an. Sie kommt noch einmal zu Frank zurück, um ihm zu sagen, dass er ein guter Lehrer war. Sie hat ihr Abschluss-Examen im Laufe des zweiten Aktes mit Bravour bestanden und sieht sich nun am Ende des Stückes in der Lage, selbst über ihr weiteres Leben bestimmen zu können.
Dabei wird jedoch deutlich, dass Rita die Bildung als einen Zustand ansieht, in dem es keine qualitative Abstufung gibt, sondern dass jeder „Gebildete“ qualitativ die gleiche Bildung hat.
Auf Grund dessen sieht sie sich auf einer Stufe mit Frank.
Ob die beiden eine gemeinsame Zukunft haben, bleibt offen.

## Verfilmung
Hauptartikel: Rita will es endlich wissen
Educating Rita wurde 1983 verfilmt. Das Drehbuch schrieb Willy Russell selbst, Regie führte Lewis Gilbert. Für ihre schauspielerische Leistung wurden die beiden Hauptdarsteller Julie Walters und Michael Caine 1984 mit dem Golden Globe Award ausgezeichnet.

## Deutsche Bühnenfassung
Noch im Jahr seiner Uraufführung wurde das Stück unter dem Titel Bildung für Rita von Angela Kingsford Röhl ins Deutsche übersetzt. Die deutschsprachige Erstaufführung fand im Juli 1981 an der Landesbühne Niedersachsen Nord statt. Die Aufführungsrechte liegen beim Litag Theaterverlag.

## Sonstiges
Ein sehr ähnliches Setting findet sich im Roman Die Vielgeliebte des österreichischen Schriftstellers Jörg Mauthe.

### Ausgaben
- Willy Russell: Educating Rita, Reclam-TB 9040, Stuttgart 1997, ISBN 978-3-15-009040-4 (englische Originalfassung)
- Willy Russell: Educating Rita (mit Materialien), Pearson Longman – ISBN 0-582-43445-9 (englische Originalfassung)
- Willy Russell: Educating Rita (with additional material; edited and annotated by Albert-Reiner Glaap), Diesterweg – ISBN 3-42504-099-5 (englische Originalfassung)

### Weiterführende Literatur
- Ulrich Bliesener; Willy Russell: „Educating Rita“. Lehrerhandreichungen / Longman Study Texts, Langenscheidt-Longman, München 1992, ISBN 3-526-50382-6 / ISBN 0-582-33182-X.
- Dieter Ulm: Willy Russell: „Educating Rita“. Interpretationshilfe Englisch, Stark, Freising 2000, ISBN 3-8944-9475-1.
- Gilbert Debusscher, „Educating Rita“ or, an Open University Pygmalion, in: Communiquer et traduire: Hommages à Jean Dierickx / Communicating and Translating: Essays in Honour of Jean Dierickx, Brüssel 1985, S. 303–317.
- Bernhard Reitz: Lektüreschlüssel zu Willy Russell: „Educating Rita“. Reclams Universal-Bibliothek 15389 Lektüreschlüssel für Schüler, Stuttgart 2007, ISBN 978-3-15-015389-5.